# Caio Apuleio Diocles
Caio Apuleio Diocles (em latim: Gaius Appuleius Diocles; Lamecum, 104 – Praeneste, 146) foi um condutor de quadrigas lusitano, e, comparativamente, foi já considerado o atleta mais bem pago de sempre.

## Biografia
Diocles tornou-se profissional no Circo Máximo, em Roma, aos 18 anos e competiu durante 24 anos, e viveu em Lamego (Douro Portugal), onde passou a sua infância, onde seu pai se estabeleceu com um negócio de transporte. Sua grande primeira vitória fora da Lusitânia (atualmente Portugal e Espanha) foi em Lleida (agora Lérida, Espanha), que lhe deu fama internacional e o fez ir correr para o Circo Máximo de Roma. Ele é conhecido como o Lamecus e deu fama mundial ao nome da cidade de Lamego, onde lhe foi erigida uma estátua que em cima o fontanário defronte do jardim, conhecido como Jardim do Campo, situado diante da sede do município, onde ainda se encontra um painel de azulejos, pintado pelo famoso pintor Jorge Colaço, onde se retrata a sua aptidão como atleta de corridas em quadrigas. Na sua primeira corrida competiu pelos "brancos" (‘albati’), dois anos depois teve a sua primeira vitória. Quatro anos depois estava a correr pelos "verdes" (‘prasini’), e termina a carreira a competir pelos "encarnados" (‘russati’). Numa inscrição dedicada a Diocles, atribuem-lhe 4257 corridas e 1426 vitórias.
Bernardo de Brito, na segunda parte da Monarchia Lusytana refere ainda que lhe teria sido erguida uma estátua em Roma:
Cap.4 - Do imperio de Claudio, & da vinda do corpo de Santiago a Espanha, & martirio de São Pedro primeiro Arcebispo de Braga, e da estatua que se levantou em Roma a um Portugues chamado Apuleyo Diocles, & por que causa.
Diocles foi o mais bem pago condutor de quadrigas da sua época e segundo o professor de estudos clássicos da Universidade da Pensilvânia Peter Struck, continua a ser o mais bem pago atleta de todos os tempos. Peter Struck estima que os 35 863 120 sestércios ganhos por Diocles, que seriam suficientes para fornecer a cidade de Roma de cereais por um ano, seriam o equivalente a 11,6mil milhões de euros.